# Saumon de la sagesse

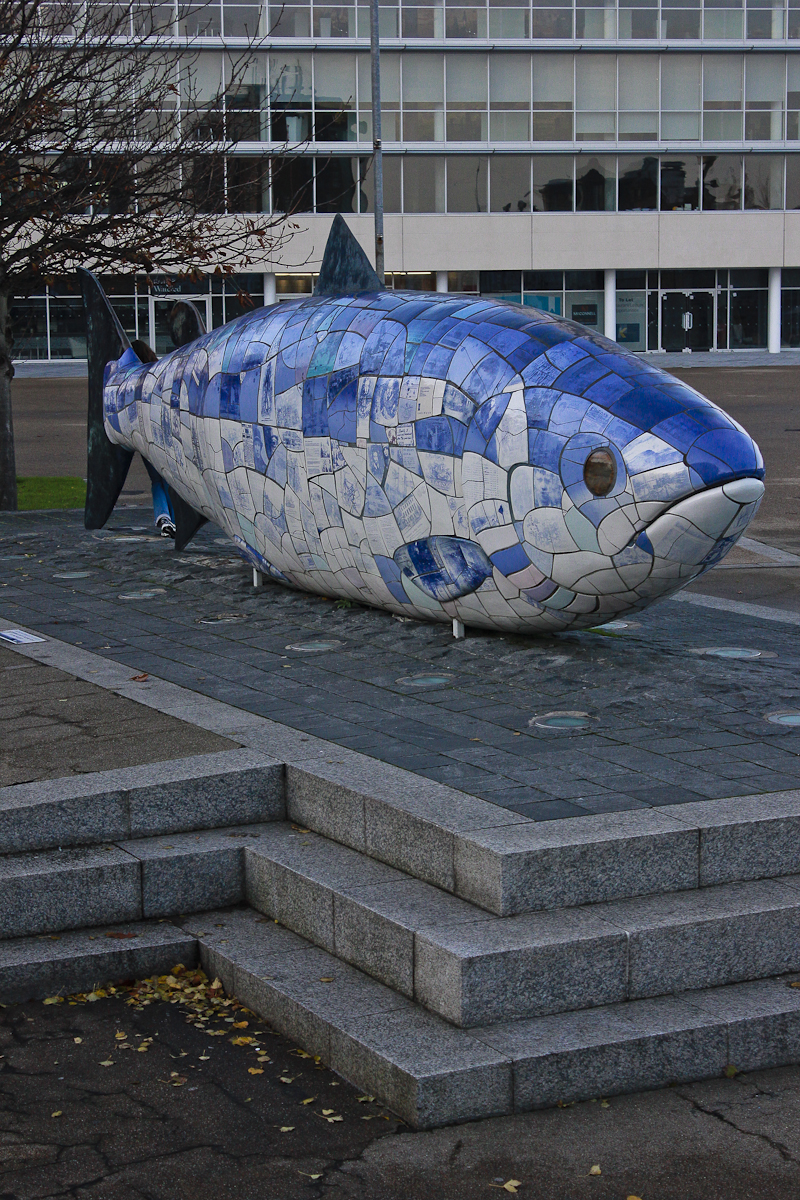
Une sculpture célébrant le retour de poissons dans le fleuve Lagan, nommée The Salmon of Knowledge et représentant le Saumon de la sagesse, érigée à Belfast en 1999.

Dans la mythologie celtique irlandaise, le Saumon de la sagesse (en irlandais : bradán feasa), plus souvent appelé Saumon du savoir (ou parfois Saumon de Llyn Llyn), est à l'origine un saumon ordinaire, qui mange les neuf glands tombés de l'arbre du savoir dans le fleuve Boyne — ou parfois le Shannon. Ce faisant, le saumon devient énorme et acquiert tout le savoir du monde, devenant plus sage que les hommes. De plus, la première personne qui mangerait sa chair entrerait en possession de ce savoir.

## Fionn Mac Cumaill
Le poète Finegas, aussi connu sous le nom de Finn Eces (en), a durant sept ans tenté de pêcher ce saumon. Quand il l'attrape enfin, il demande à son apprenti, Fionn Mac Cumhaill, de le faire cuire pour lui, avec interdiction d'y goûter. Pendant que le saumon cuit, Fionn le touche avec son pouce pour voir s'il est à point, et se brûle. Il suce alors son doigt afin d'apaiser la douleur. Quand il apporte son repas à Finegas, ce dernier perçoit une flamme nouvelle dans les yeux de son apprenti. Questionné par son maître, Finn commence par nier avoir goûté le poisson, mais finit, sous la pression, par avouer l'accident. Son maître lui donne alors le poisson à manger en entier, ce qui confère instantanément à Fionn tout le savoir du monde.
Ces connaissances et cette sagesse exceptionnelles ont permis à Fionn de devenir le chef des Fianna, le mythique groupe de guerriers défenseurs du roi d'Irlande. Fionn pouvait en effet accéder au savoir du saumon en suçant son pouce.